# Geringiano
El Geringiano de América del Norte en la escala de tiempo geológico es la etapa de la fauna de América del Norte según la cronología de las edades de los mamíferos terrestres de América del Norte (NALMA), generalmente establecida entre 30 800 000 y 26 300 000 años AP, un período de 4,5 millones de años.  Por lo general, se considera que pertenece a la época del Oligoceno. El Geringiano es precedido por el Whitneyano y seguido por el escenario Monroecreekiano.
Las superposiciones del Geringiano son las etapas Rupeliense y Chatiano.
- Datos: Q5550862